# Сан Пиетро ди Кадоре
Сан Пиѐтро ди Кадо̀ре (на италиански: San Pietro di Cadore; на ладински: San Pieru, Сан Пиеру) е село и община в Северна Италия, провинция Белуно, регион Венето. Разположено е на 1110 m надморска височина. Населението на общината е 1625 души (към 2014 г.).